# Тупичиха (деревня)
Тупичиха — деревня в Сямженском районе Вологодской области.
Входит в состав Устьрецкого сельского поселения, с точки зрения административно-территориального деления — в Устьрецкий сельсовет.
Расстояние по автодороге до районного центра Сямжи — 28 км, до центра муниципального образования Усть-Реки — 7 км.
По данным переписи в 2002 году постоянного населения не было.